# John C. Flournoy Jr.

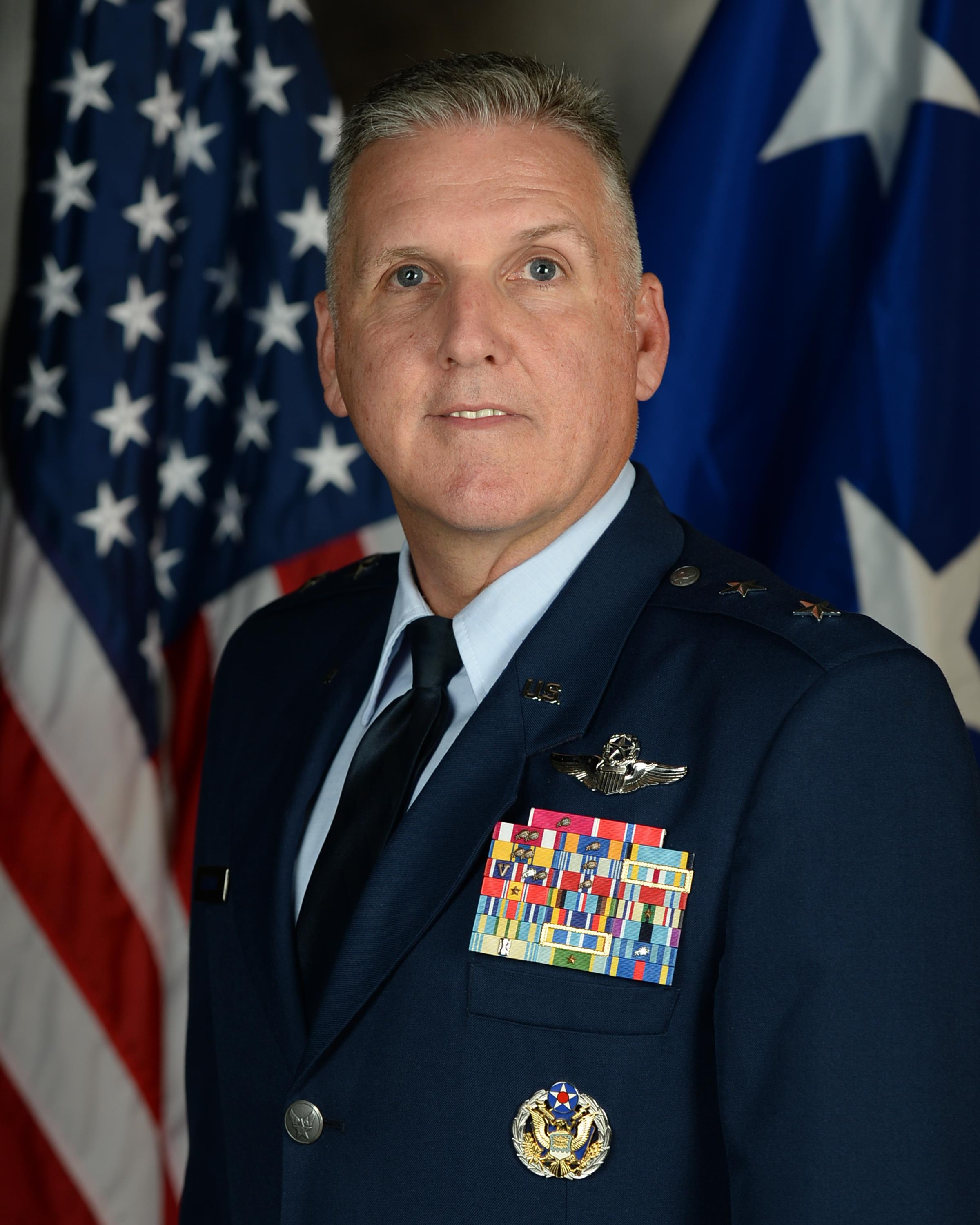
John C. Flournoy, Jr (2015)

John C. Flournoy, Jr. (* um 1964) ist ein pensionierter Generalmajor der United States Air Force. Er war unter anderem Kommandeur der 4. Luftflotte.
Über das ROTC-Programm der Southern Illinois University Edwardsville gelangte er im Jahr 1986 in das Offizierskorps der United States Air Force. Dort durchlief er anschließend alle Offiziersränge vom Leutnant bis zum Zwei-Sterne-General.
Im Lauf seiner militärischen Karriere absolvierte er verschiedene Kurse und Schulungen. Dazu gehörten unter anderem eine Ausbildung zum Kampfpiloten und weitere Fortbildungskurse als Pilot neuer Flugzeugtypen; die Squadron Officer School und das Air Command and Staff College, beide über einen Fernkurs; das National War College in Fort Lesley J. McNair in Washington, D.C.; die National Defense University, ebenfalls in Washington, D.C.; und der Director of Mobility Forces Course auf dem Hurlburt Field in Florida. Später absolvierte er den National Security Management Course an der Syracuse University; das Air Force Leadership Enhancement Program in Greensboro in North Carolina; den Joint Air and Space Operations Senior Staff Course, ebenfalls auf dem Hurlburt Field, sowie den Capstone General and Flag Officer Course, erneut an der National Defense University. Außerdem erhielt er akademische Grade von der Harvard Kennedy School und der University of North Carolina at Chapel Hill.
In seinen frühen Jahren als Offizier der Luftwaffe war er an verschiedenen Stützpunkten in den Vereinigten Staaten stationiert. Dabei war er als Pilot, Flugausbilder oder Stabsoffizier bei unterschiedlichen Einheiten tätig. Seit 1991 gehörte er der Reserve der Luftwaffe an und diente in verschiedenen Reserveeinheiten. Zwischen Oktober 2003 und August 2006 kommandierte er die 440th Operations Group, die der 22. Luftflotte (22nd Air Force) unterstand und damals auf der Generall Mitchell Air National Guard Base stationiert war. Zwischen März und Juli 2004 war er vorübergehend im Nahen Osten Kommandeur der 386th Expeditionary Operations Group, ehe er wieder zur 440th Operations Group zurückkehrte.
Flornoys nächster Auftrag führte ihn zur Dobbins Air Reserve Base in Georgia. Dort gehörte er zwischen August 2006 und Januar 2008 dem Stab im Hauptquartier der 22. Luftflotte an (Director, Intelligence, Air, Space and Information Operations). Es folgte eine Versetzung zur Scott Air Force Base in Illinois. Dort kommandierte er bis zum November 2009 das 932. Transportgeschwader (932nd Airlift Wing), das ebenfalls der 22. Luftflotte unterstand. Danach erhielt er auf der Travis Air Force Base in Kalifornien den Oberbefehl über das 349. Mobilitätsgeschwader (349th Air Mobility Wing), den er bis zum Januar 2013 innehatte. Dieses Geschwader unterstand der 4. Luftflotte.
Zwischen Januar und November 2013 war John Flournoy auf der Buckley Air Force Base in Colorado Leiter der Personalverwaltung für die Reserve der Luftwaffe (Commander Air Reserve Personnel Center). Am 3. November 2013 übernahm er auf der March Air Reserve Base in Kalifornien als Nachfolger von Mark A. Kyle das Kommando über die 4. Luftflotte (Fourth Air Force). Dieses Amt bekleidete er bis zum 7. Februar 2017 als Randall A. Ogden seine Nachfolge antrat. Anschließend kehrte er zur Scott AFB in Illinois zurück, wo er bis zum Juni 2019 Stabschef des United States Transportation Commands war (Chief of Staff, USTRANSCOM, Scott AFB, Ill). Anschließend schied er aus dem Militärdienst aus.
Während seiner aktiven Zeit als Militärpilot absolvierte er über 3600 Flugstunden auf verschiedenen Flugzeugtypen.

## Daten der Beförderungen
| Abzeichen | Rang               | Jahr               |
| --------- | ------------------ | ------------------ |
|           | Second Lieutenant  | 20. Juni 1986      |
|           | First Lieutenant   | 12. August 1988    |
|           | Captain            | 12. August 1990    |
|           | Major              | 12. August 1997    |
|           | Lieutenant Colonel | 13. September 2001 |
|           | Colonel            | 17. Februar 2005   |
|           | Brigadier General  | 17. Februar 2012   |
|           | Major General      | 26. März 2015      |

## Orden und Auszeichnungen
John Flournoy, erhielt im Lauf seiner militärischen Laufbahn unter anderem folgende Auszeichnungen:
- Air Force Distinguished Service Medal
- Legion of Merit
- Bronze Star Medal
- Meritorious Service Medal
- Air Medal
- Aerial Achievement Medal
- Air Force Commendation Medal
- Air Force Achievement Medal
- Joint Meritorious Unit Award
- Air Force Outstanding Unit Award
- Air Force Organizational Excellence Award
- Combat Readiness Medal
- National Defense Service Medal
- Armed Forces Expeditionary Medal
- Southwest Asia Service Medal
- Global War on Terrorism Expeditionary Medal
- Global War on Terrorism Service Medal